# Flughafen Ramsar

i8
i11
i13

Flughafen Ramsar

Der Flughafen Ramsar ((IATA-Code: RZR, ICAO-Code: OINR)) ist ein Flughafen im Iran.
Ramsar (oder Rāmsar) war während der Pahlavi-Ära eine der beliebtesten Städte Nordirans. Der Flughafen wurde gebaut, um in der Stadt zusätzlichen Tourismus zu generieren. Es gibt dort auch einige Paläste von Mohammad Reza Pahlavi und anderen Pahlavi-Familien. Deswegen wurde der Flughafen auch für die frühere Königsfamilie sowie Staatsbesuche genutzt.
Heutzutage wird der Flughafen für Privat- und Sportflüge entlang der Küste des Kaspischen Meeres genutzt. Außerdem gibt es einen wöchentlichen Linienflug nach Teheran.

## Fluggesellschaften und Flugziele
| Fluggesellschaft     | Flugziele        |
| -------------------- | ---------------- |
| Iran Aseman Airlines | Teheran-Mehrabad |